# Síndrome de Seckel
El síndrome de Seckel es una enfermedad congénita y hereditaria que se incluye dentro de las enfermedades raras por su escasa frecuencia. Provoca crecimiento retrasado del feto en el útero, retraso mental, cabeza más pequeña de lo normal (microcefalia), maxilar inferior reducido (micrognatia), talla baja y anomalías faciales que incluyen cara pequeña, protrusión de nariz, ojos grandes, frente prominente y orejas anómalas. El nombre del síndrome proviene del médico norteamericano Helmut Paul George Seckel (1900–1960). La enfermedad posee heterogeneidad genética y puede estar causada por varias mutaciones diferentes que afectan a los cromosomas 3 y 18. Se hereda según un patrón autosómico recesivo. Es el más común de los enanismos osteodisplásicos microcefálicos.